# Ⰻ
Cette page contient des caractères spéciaux ou non latins. S’ils s’affichent mal (▯, ?, etc.), consultez la page d’aide Unicode.
I ou Ijeï (И, Ижеи en cyrillique ; capitale Ⰻ, minuscule ⰻ) est la 11e lettre de l'alphabet glagolitique.

## Linguistique
La lettre sert à noter les phonèmes /i/ ou /j/.

## Historique
L'origine de la lettre n'est pas connue.

## Représentation informatique
- Unicode :
  - Capitale Ⰻ : U+2C0B
  - Minuscule ⰻ : U+2C3B